# Mancey
Mancey település Franciaországban, Saône-et-Loire megyében. Lakosainak száma 390 fő (2022. január 1.). Mancey Nanton, La Chapelle-sous-Brancion, Étrigny, Ozenay, Royer, Tournus és Vers községekkel határos.

## Népesség
A település népességének változása:
| Lakosok száma | 389  | 385  | 396  | 387  | 387  | 388  | 387  | 388  | 390  |
|               | 2013 | 2015 | 2016 | 2017 | 2018 | 2019 | 2020 | 2021 | 2022 |